# Östersunds stad
Denna artikel handlar om den tidigare kommunen Östersunds stad. För orten se Östersund, för dagens kommun, se Östersunds kommun.
Östersunds stad var en stad och kommun i Jämtlands län. Centralort var Östersund och kommunkod 1952–1970 var 2380.

## Administrativ historik
Östersund grundades av Gustav III och fick sina stadsprivilegier den 23 oktober 1786 och inrättades sedan som stadskommun den 1 januari 1863 när 1862 års kommunalförordningar trädde i kraft. Den 10 februari 1899 inrättades Odenslunds municipalsamhälle inom Brunflo landskommun. Detta inkorporerades i Östersunds stad den 1 januari 1918.
Staden inkorporerade inte någon annan kommun i samband med kommunreformen den 1 januari 1952, dock så inkorporerades två områden från närliggande kommuner. Enligt beslut den 17 november 1950 överfördes den 1 januari 1952 till Östersunds stad och församling inkorporerades följande områden:
- Från Rödöns landskommun och församling överfördes fastigheterna Kånkback 1:2-1:4, med 13 invånare och omfattande en areal av 0,49 km², varav allt land.
- Från Frösö köping och församling överfördes vissa områden med 149 invånare och omfattande en areal av 11,95 km², varav allt land.

Den 1 januari 1954 överfördes från Rödöns landskommun och Ås församling till Östersunds stad och församling ett område med 887 invånare och omfattande en areal av 6,87 km², varav 5,30 km² land.
1 januari 1971 infördes enhetlig kommuntyp och Östersunds stad uppgick då i Östersunds kommun.

### Judiciell tillhörighet
Staden fick egen jurisdiktion med rådhusrätt den 1 april 1858, som lydde under Svea hovrätt fram till 1948 och sedan under Hovrätten för Nedre Norrland. Rådhusrätten upphörde 1 januari 1971 i samband med Tingsrättsreformen i Sverige, då de sista kvarvarande rådhusrätterna samt häradsrätterna omvandlades till tingsrätter. Östersunds rådhusrätt blev då Östersunds tingsrätt.

### Kyrklig tillhörighet
I kyrkligt hänseende tillhörde staden förr Brunflo församling. Stadens område utbröts ur Brunflo församling 1821 för att bilda Östersunds församling.

### Sockenkod
För registrerade fornfynd med mera så återfinns staden inom ett område definierat av sockenkod 2580 som motsvarar den omfattning staden hade kring 1950.

## Stadsvapnet
Blasonering: I blått fält ett framåtvänt älghuvud av silver.
Detta vapen fastställdes av Kungl. Maj:t den 9 juni 1911. Vapnet förs idag av den nuvarande Östersunds kommun. Se artikeln om Östersunds kommunvapen för mer information.

## Geografi

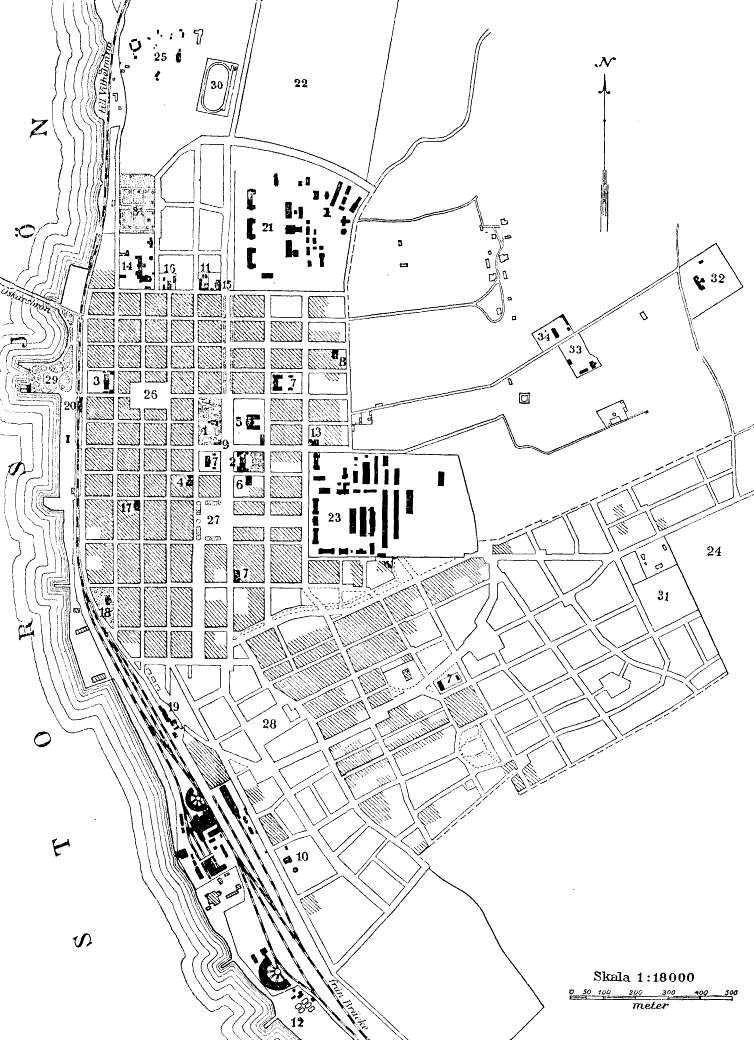
Karta över Östersunds stad 1922.

Östersunds stad omfattade den 1 januari 1952 en areal av 51,77 km², varav 48,20 km² land.

### Tätorter i staden 1960
I Östersunds stad fanns tätorten Östersund, som hade 23 930 invånare den 1 november 1960. Tätortsgraden i staden var då 96,6 procent.

## Borgmästare i Östersunds stad

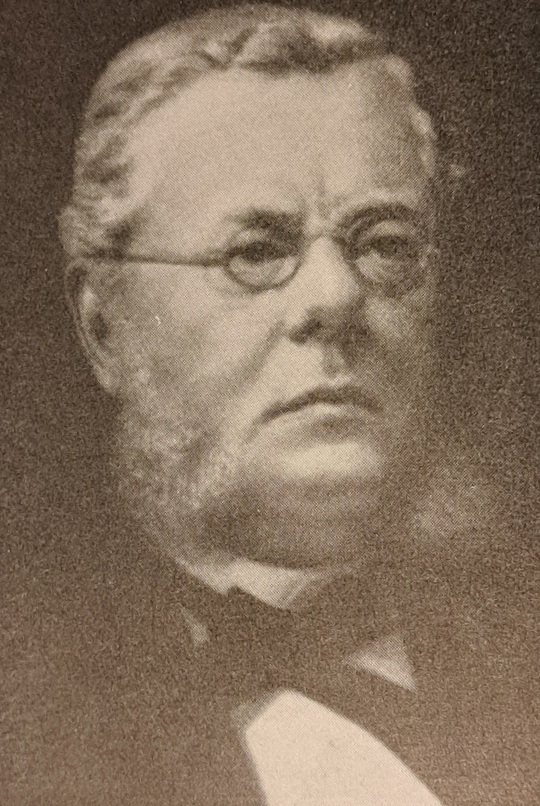
Johan Julius Rosén (1824–1889).

| Ämbetstid | Namn                  | Levnadstid |
| --------- | --------------------- | ---------- |
| 1858–1878 | Johan Julius Rosén    | 1824–1889  |
| 1879–1916 | Isidor von Stapelmohr | 1849–1916  |
| 1917–1932 | Albert Olsén          | 1863–1932  |
| 1933–1952 | Iwan Wikström         | 1888–1965  |
| 1952–1970 | Åke Jansler           | 1910–2002  |

## Befolkningsutveckling
| Befolkningsutvecklingen i Östersunds stad 1810–1990                                                      | Befolkningsutvecklingen i Östersunds stad 1810–1990 | Befolkningsutvecklingen i Östersunds stad 1810–1990 | Befolkningsutvecklingen i Östersunds stad 1810–1990 | Befolkningsutvecklingen i Östersunds stad 1810–1990 |
| --- | --------------------------------------------------- | --------------------------------------------------- | --------------------------------------------------- | --------------------------------------------------- |
| |                                                     |                                                     |                                                     |                                                     |
| År |                                                     |                                                     | Folkmängd                                           |                                                     |
| 1810 | 1810                                                |                                                     | 221                                                 |                                                     |
| 1820 | 1820                                                |                                                     | 313                                                 |                                                     |
| 1830 | 1830                                                |                                                     | 445                                                 |                                                     |
| 1840 | 1840                                                |                                                     | 459                                                 |                                                     |
| 1850 | 1850                                                |                                                     | 817                                                 |                                                     |
| 1860 | 1860                                                |                                                     | 1 496                                               |                                                     |
| 1870 | 1870                                                |                                                     | 1 717                                               |                                                     |
| 1880 | 1880                                                |                                                     | 2 854                                               |                                                     |
| 1890 | 1890                                                |                                                     | 5 333                                               |                                                     |
| 1900 | 1900                                                |                                                     | 6 866                                               |                                                     |
| 1910 | 1910                                                |                                                     | 8 264                                               |                                                     |
| 1920 | 1920                                                |                                                     | 13 405                                              |                                                     |
| 1930 | 1930                                                |                                                     | 14 138                                              |                                                     |
| 1940 | 1940                                                |                                                     | 16 616                                              |                                                     |
| 1950 | 1950                                                |                                                     | 21 378                                              |                                                     |
| 1960 | 1960                                                |                                                     | 24 827                                              |                                                     |
| 1970 | 1970                                                |                                                     | 27 654                                              |                                                     |
| 1980 | 1980                                                |                                                     | 30 198                                              |                                                     |
| 1990 | 1990                                                |                                                     | 27 407                                              |                                                     |
| Anm: Källor: Umeå universitet - Tabellverket 1749-1859, Demografiska databasen, CEDAR, Umeå universitet. |                                                     |                                                     |                                                     |                                                     |

## Politik

### Mandatfördelning i valen 1919–1966
| 10 | 10 | 14 |

| 29 | 5 |

| 9 | 9 | 16 |

| 31 |

| 2 | 8 | 6 | 18 |

| 31 |

|  | 11 | 5 | 17 |

| 33 |

| 13 | 4 | 17 |

| 33 |

| 13 | 4 | 17 |

| 34 |

| 16 |  | 5 | 12 |

| 33 |

| 17 |  | 4 | 12 |

| 31 |

| 3 | 17 | 8 | 12 |

| 35 |

| 19 | 11 | 10 |

| 35 |

|  | 19 | 9 | 11 |

| 35 |

|  | 19 | 2 | 5 | 13 |

| 33 | 7 |

| 21 | 2 | 7 | 10 |

| 33 | 7 |

| 17 |  | 4 | 8 |  | 9 |

| 36 |

### Drätselkammarensordförande
| Namn | Namn                | Ämbetsperiod | Anmärkning                                                            |
| ---- | ------------------- | ------------ | --------------------------------------------------------------------- |
| FP   | Olof August Persson | 1918–1930    | Drätselkammarens ordförande för Frisinnade landsföreningen.           |
| FP   | Petter Åslund       | 1937–1951    | År 1946 valdes Åslund på den borgerliga samlingslistan Fram till val. |
| S    | Sigurd Holm         | 1952–1959    |                                                                       |
| S    | Ragnar Hägerström   | 1960–1967    |                                                                       |
| FP   | Nils Jonsson        | 1968–1970    |                                                                       |